# 善與惡
《善與惡》是Lionhead Studios開發的電腦遊戲，於2001年發行。
玩家在遊戲中扮演上帝的角色，管治島上各個部落。遊戲中每一關的目標是統治所有村莊，你需要施展神力以得到村民的信仰。玩家會擁有一隻神獸，教導牠也是你的工作之一。 你可以教牠施法術來幫助村民，也可以教牠到處破壞以得到村民的信仰值。本遊戲隨後推出擴展包《善與惡：神獸島》及續集《善與惡2》。

## 神獸
- Ape 猿
- Brown Bear 棕色熊
- Chicken 雞
- Chimpanzee  黑猩猩
- Cow 牛
- Crocodile 鱷魚
- Gorilla 大猩猩
- Horse 馬
- Leopard 豹
- Lion 獅子
- Mandrill 山魈
- Ogre 食人怪
- Polar Bear 北極熊
- Rhinoceros 犀牛
- Sheep 羊
- Tiger 老虎
- Turtle 烏龜
- Wolf 狼
- Zebra 斑馬

## 神力
玩家可以透過手勢,或點擊祭壇/村莊中心以使用神力。使用神力需要有一定的能量，你可以叫村民在祭壇祈禱以產生能量，或直接把動物、樹木、甚至村民丟到祭壇裏獻祭以換取能量。

### 善性神力
造食神力 : 生產食物

增強造食神力 : 生產較多食物

造木神力 : 生產木材 

造水神力 : 灑水 

增強造水神力 : 灑水(時間較長) 

造林神力 : 造出一片樹林 

冶療神力 : 冶療村民

增強冶療神力 : 冶療村民(範圍較大)

終極冶療神力 : 冶療村民(範圍最大)

### 惡性神力
火球神力 : 放出一顆火球

增強火球神力 : 放出三顆火球

終極火球神力 : 放出八顆火球

雷電神力 : 放出雷電

增強雷電神力 : 放出雷電

終極雷電神力 : 放出雷電

暴風雨神力 : 造出暴風雨

增強暴風雨神力 : 造出暴風雨及閃電

終極暴風雨神力 : 造出暴風雨、閃電及龍捲風

爆破神力 : 破壞物件

增強爆破神力 : 破壞物件(範圍較大)

終極爆破神力 : 破壞物件(範圍最大)

群獸神力 : 召喚出狼群

### 輔助神力
強壯神力 : 使神獸變成強壯狀態 

虛弱神力 : 使神獸變成虛弱狀態

冰凍神力 : 使神獸變成冰凍狀態

加速神力 : 使神獸速度加倍

放大神力 : 使神獸變大

縮小神力 : 使神獸縮小

喜愛神力 : 使神獸變得善良

憤怒神力 : 使神獸變得邪惡

隱形神力 : 使神獸變成隱形狀態

聖蒼蠅神力 : 使神獸不受控制一段時間

抗法術神力 : 使用在神獸的神力失效

### 其他神力
傳送神力 : 建立傳送點 

怪物飛翔神力 : 當你是善神時，會放出白鴿；當你是惡神時，會放出蝙蝠

物理防禦神力 : 使一段範圍內受到物理保護

心靈防禦神力 : 使一段範圍內受到心靈保護

## 外部連結
- 官方網站